# تعهيد

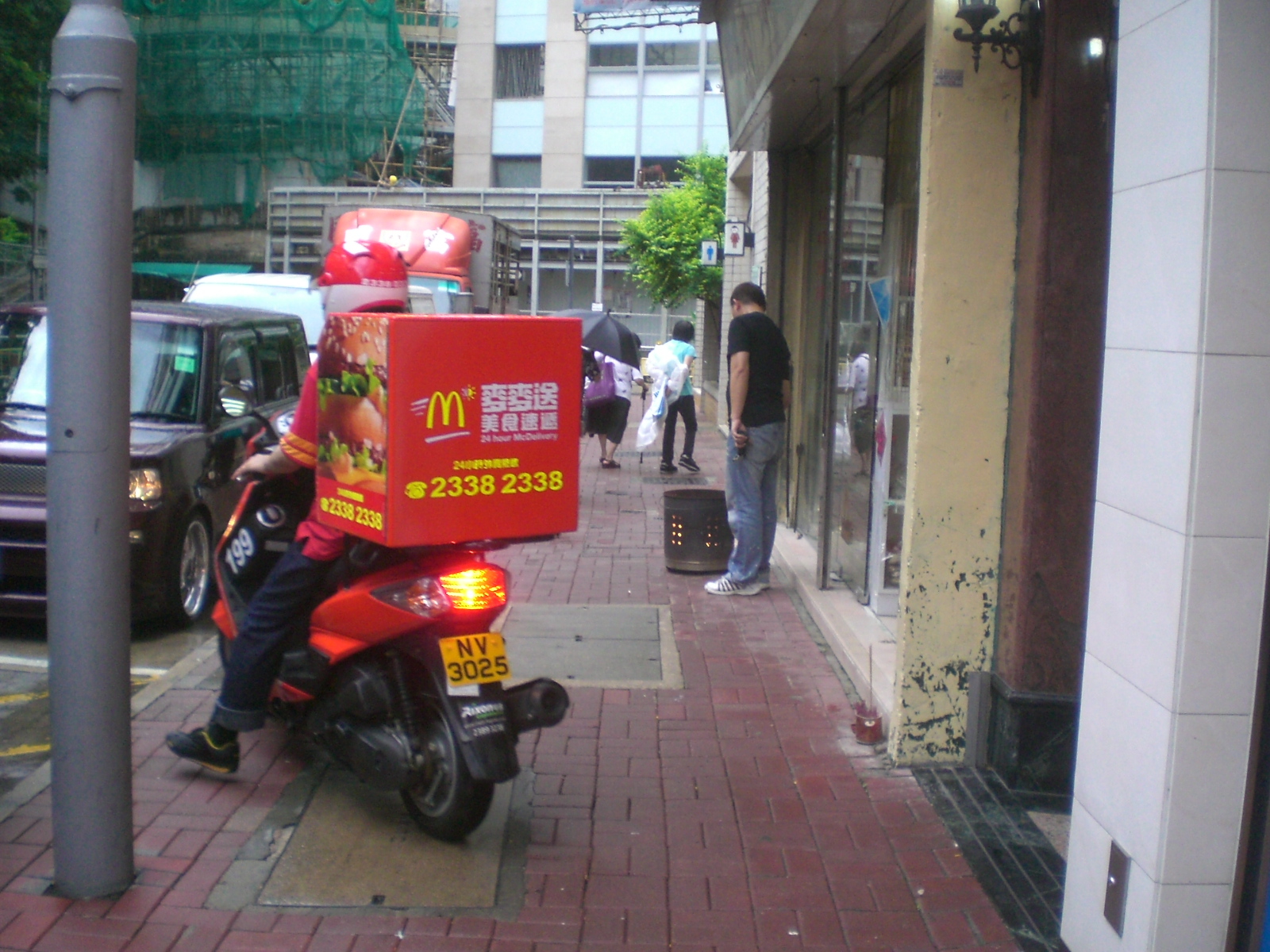

التعهيد (Outsourcing) هو استخدام واستئجار كفاءات وقوى وأفراد ووسائل وخدمات من مؤسسات أو شركات أو جهات ثالثة (أجنبية أو محلية)، وهو طريقة جديدة لتقسيم العمل وتوفير المال والطاقة والوقت في مختلف قطاعات الحياة الاقتصادية وغير الاقتصادية وذلك بإعطاء الجهة الثالثة المستعان بها الثقة ومهام ووظائف ومسؤوليات وصلاحيات وهيكليات معينة وأنشطة كانت عادة تقوم بها (ذاتياً) وتؤديها داخلياً الجهة المستعينة، وذلك عن طريق التعاقد بتوقيع عقود واتفاقيات تعاون ترتب وتنظم مده وموضوع الاستعانة والإنجازات والواجبات والحقوق والالتزامات وسد الثغرات وتلبية مصالح وأهداف الجهة المستعينة.
فمثلاً إذا كانت شركة أو مؤسسة توظف شخصاً ما من أجل حراسة مكان ما أو شيء ما كمبنى أو معدات أو ما شابه، لكن لتوفير الجهد والمال قامت الشركة المستعينة بنقل هذه المهمة بالاستعانة بخدمات جهة ثالثة (مصدر خارجي، موارد خارجية) قادرة على القيام بمهمة الحراسة والأمن بدل الحارس الذي كان موظفاً لديها.

## المميزات
مميزات التعهيد:
- توفير وتخفيض التكاليف من خلال نقل أمتياز الخدمات لجهة أخرى
- تركيز الانتباه على الأعمال الأساسية
- تحسين مستوى جودة الخدمة
- ضمان التعاقد
- الاستفادة من الخبرات والمهارات والكفاءات الأفضل
- تحسين القدرة على إدارة الخدمات الإنتاجية وغير الإنتاجية
- تقليص الضغوط الضريبية أو تجاوزها مثلاً في مناطق أو بلدان (واحات الضرائب) تأخذ صفة جاذبة ومشجعة للتهرب والهروب من أعباء ومتاعب رسوم الضرائب وغيرها من الملاذات والامتيازات الضريبية
- تسهيل عامل المنافسة

## العيوب
هناك عواقب وتأثير سلبي يضر مناخ العلاقات داخل المؤسسة المستعينة، منها:
- يسبب انعدام الأمن الوظيفي بأن تحل الكفاءات الخارجية محل القوى المحلية ويولد شعور التعطيل المبطن بتقليص فرص العمل داخلياً.
- الضغط على رواتب وحقوق الموظفين وازدياد التهديد والقلق النفسي.
- التأثير السلبي على إنتاجيه أو اسم أو سمعة الشركة أو البلد مستقبلاً.
- الاستغلال واستضعاف الأيدي العاملة والكفاءات، كما في الدول النامية أو غير المتطورة.
- الازدواجية الأخلاقية في المنافسة، وسيلة للتحكم وللسيطرة غير المباشرة على سوق العمل والعمالة.

## وصلات خارجية
- التعهيد، بوابة المرأة، تاريخ الولوج 4 مايو 2011
- التعهيد، الرأي نيوز، تاريخ الولوج 4 مايو 2011
- ماذا تعرف عن التعهيد؟، تسوق، 22 فبراير 2007